# 모토카리야촌
모토카리야촌(元刈谷村)은 아이치현 헤키카이군에 설치되었던 촌이다. 현재의 가리야시에 해당한다.